# 14e étape du Tour de France 2010
Pour un article plus général, voir Tour de France 2010.
La 14e étape du Tour de France 2010 s'est déroulée le dimanche 18 juillet 2010 entre Revel et Ax 3 Domaines sur 184,5 km.

## Profil de l'étape
La course emprunte les routes des Pyrénées audoises avant de se heurter aux Pyrénées au pied des Gorges de l'Aude.

## La course

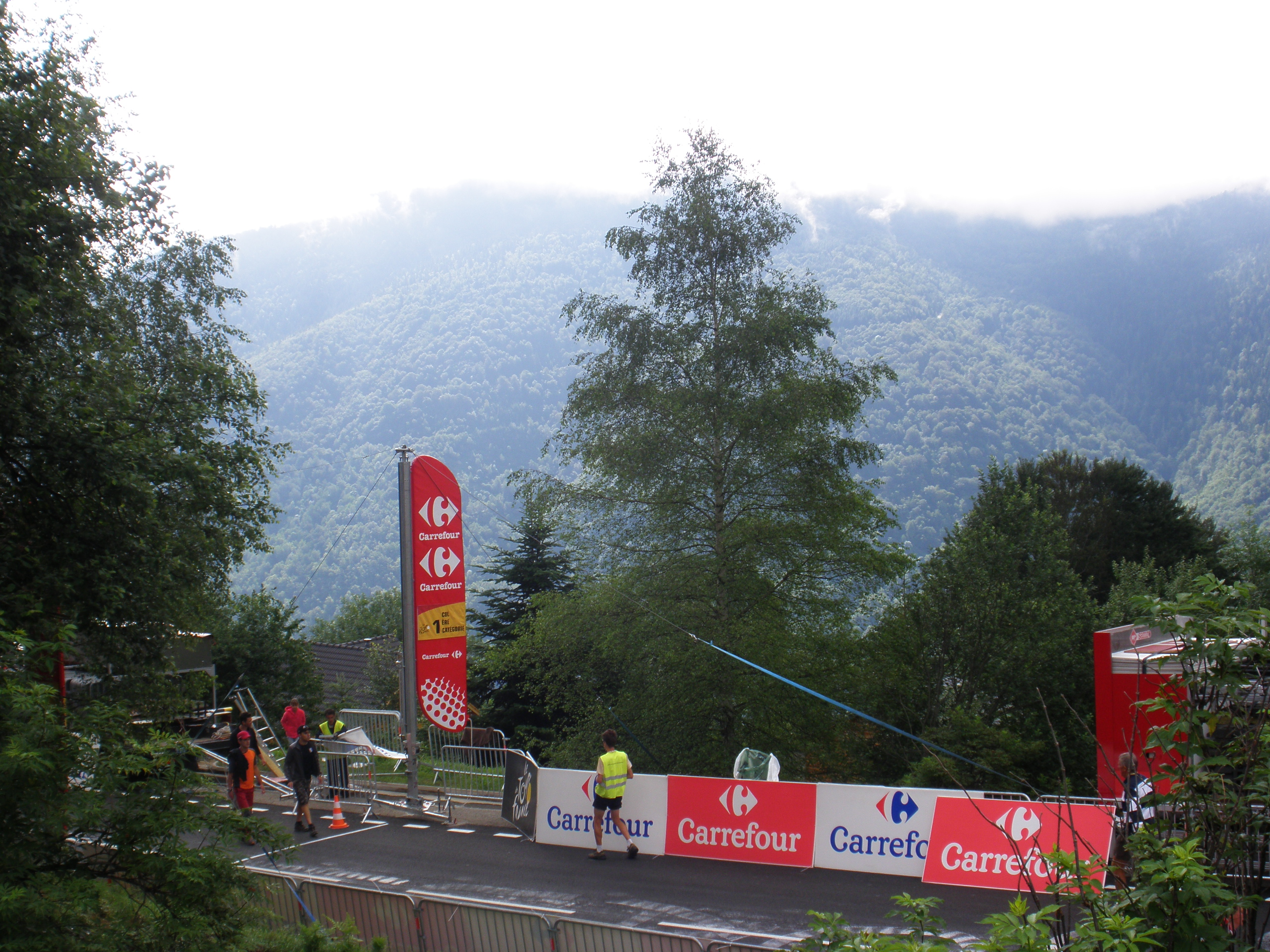
Le col 1re Catégorie de Bonascre lors de la 14e étape du Tour de France 2010.

Christian Knees est le premier coureur à s'échapper dès le kilomètre zéro, mais le champion d'Allemagne sur route se fait reprendre dans la foulée. Dès lors, un groupe de douze coureurs se détache sur les routes du Lauragais. Pourtant, son volume et sa composition ne satisfait pas le peloton et la pression exercée par ce dernier demeure constante durant la première de course. Jens Voigt, Janez Brajkovič, Rémy Di Grégorio, Dimitri Champion, Thomas Rohregger, Rubén Pérez Moreno, Koos Moerenhout se relèvent pour laisser Geraint Thomas, David Zabriskie, Pavel Brutt, José Iván Gutiérrez, Stéphane Augé et Amaël Moinard poursuivre. Finalement, le peloton insiste pour que José Iván Gutiérrez abandonne le groupe de tête. Il se relève donc à son tour peu après Castelnaudary. Peu après, Benoît Vaugrenard s'extirpe du peloton en compagnie de Christophe Riblon, Jurgen Van de Walle et Pierre Rolland. Ce groupe de neuf constitué bénéficie d'une avance de 4 minutes 45 secondes, puis de 10 minutes 10 secondes au kilomètre 70. Derrière ces hommes de tête, le peloton est mené par les coéquipiers de Denis Menchov (Rabobank) et ceux d'Alberto Contador (Astana). Dès les premières rampes du port de Pailhères, à l'entrée de Mijanès, l'avantage des échappés n'est plus que de 4 minutes 5 secondes. Le Francilien Christophe Riblon (AG2R La Mondiale) porte une estocade à 11 kilomètres du sommet. Moinard et Van de Walle parviennent à le suivre puis sont lâchés. Riblon bascule avec 37 secondes d’avance sur Moinard et 1 minute 55 secondes sur un petit groupe de contre attaquants composé de Rafael Valls, Vasil Kiryienka et l'habitué des lieux (vainqueur en 2003) Carlos Sastre. Damiano Cunego et Anthony Charteau, soucieux d'accumuler des points pour le classement de la montagne. Il n'y a pas encore d'explication entre les favoris puisque le maillot jaune passe le col avec 2 minutes 40 secondes de retard sur Riblon. Dans la descente, le coureur en tête maintient son écart et aborde les premières pentes de la montée finale vers le Plateau de Bonascre. Dès lors, le Kazakh Alexandre Vinokourov lance son effort et durcit considérablement le rythme en tête du groupe des favoris. Quand bien même temporisations et accélérations se succèdent, Alberto Contador et le maillot jaune Andy Schleck se neutralisent. Denis Menchov et Samuel Sánchez en profitent pour se détacher à quatre kilomètres du sommet. Malgré tout, Christophe Riblon s'impose en solitaire au terme d'un raid de près de 170 kilomètres. Menchov et Sánchez franchissent ensemble la ligne d'arrivée avenue du Bois des Planes avec 54 secondes de retard. Les autres favoris pointent à 1 minute 8 secondes. Christophe Riblon a effectué l'ascension en 25 minutes 52 secondes tandis que le russe Denis Menchov est le coureur ayant réalisé l'ascension la plus rapide de l'étape en 23 minutes 46 secondes.

## Sprints intermédiaires
| Premier   | Benoît Vaugrenard   | 6 pts. |
| Deuxième  | David Zabriskie     | 4 pts. |
| Troisième | Jurgen Van de Walle | 2 pts. |

| Premier   | Stéphane Augé     | 6 pts. |
| Deuxième  | Amaël Moinard     | 4 pts. |
| Troisième | Christophe Riblon | 2 pts. |

## Côtes
| Premier   | Christophe Riblon   | 20 pts |
| Deuxième  | Amaël Moinard       | 18 pts |
| Troisième | Jurgen Van de Walle | 16 pts |
| Quatrième | Rafael Valls Ferri  | 14 pts |
| Cinquième | Carlos Sastre       | 12 pts |
| Sixième   | Vasil Kiryienka     | 10 pts |
| Septième  | Anthony Charteau    | 8 pts  |
| Huitième  | Damiano Cunego      | 7 pts  |
| Neuvième  | Christophe Moreau   | 6 pts  |
| Dixième   | Juan Manuel Gárate  | 5 pts  |

| Premier   | Christophe Riblon     | 30 pts |
| Deuxième  | Denis Menchov         | 26 pts |
| Troisième | Samuel Sánchez        | 22 pts |
| Quatrième | Jurgen Van den Broeck | 18 pts |
| Cinquième | Joaquim Rodríguez     | 16 pts |
| Sixième   | Robert Gesink         | 14 pts |
| Septième  | Andy Schleck          | 12 pts |
| Huitième  | Alberto Contador      | 10 pts |

## Classement de l'étape
| Classement de la 14e étape | Classement de la 14e étape | Classement de la 14e étape | Classement de la 14e étape | Classement de la 14e étape |
|                            | Coureur                    | Pays                       | Équipe                     | Temps                      |
| -------------------------- | -------------------------- | -------------------------- | -------------------------- | -------------------------- |
| 1er                        | Christophe Riblon          | FRA                        | AG2R La Mondiale           | en 4 h 52 min 42 s         |
| 2e                         | Denis Menchov              | RUS                        | Rabobank                   | + 54 s                     |
| 3e                         | Samuel Sánchez             | ESP                        | Euskaltel-Euskadi          | + 54 s                     |
| 4e                         | Andy Schleck               | LUX                        | Team Saxo Bank             | + 1 min 7 s                |
| 5e                         | Joaquim Rodríguez          | ESP                        | Team Katusha               | + 1 min 7 s                |
| 6e                         | Robert Gesink              | NED                        | Rabobank                   | + 1 min 7 s                |
| 7e                         | Alberto Contador           | ESP                        | Astana                     | + 1 min 7 s                |
| 8e                         | Jurgen Van den Broeck      | BEL                        | Omega Pharma-Lotto         | + 1 min 7 s                |
| 9e                         | Damiano Cunego             | ITA                        | Lampre-Farnese             | + 1 min 49 s               |
| 10e                        | Carlos Sastre              | ESP                        | Cervélo TestTeam           | + 1 min 49 s               |
| modifier                   |                            |                            |                            |                            |

## Classement général
| Classement général à la 14e étape | Classement général à la 14e étape | Classement général à la 14e étape | Classement général à la 14e étape | Classement général à la 14e étape |
|                                   | Coureur                           | Pays                              | Équipe                            | Temps                             |
| --------------------------------- | --------------------------------- | --------------------------------- | --------------------------------- | --------------------------------- |
| 1er                               | Andy Schleck                      | LUX                               | Team Saxo Bank                    | en 68 h 2 min 30 s                |
| 2e                                | Alberto Contador                  | ESP                               | Astana                            | + 31 s                            |
| 3e                                | Samuel Sánchez                    | ESP                               | Euskaltel-Euskadi                 | + 2 min 31 s                      |
| 4e                                | Denis Menchov                     | RUS                               | Rabobank                          | + 2 min 44 s                      |
| 5e                                | Jurgen Van den Broeck             | BEL                               | Omega Pharma-Lotto                | + 3 min 31 s                      |
| 6e                                | Robert Gesink                     | NED                               | Rabobank                          | + 4 min 27 s                      |
| 7e                                | Levi Leipheimer                   | USA                               | Team RadioShack                   | + 4 min 51 s                      |
| 8e                                | Joaquim Rodríguez                 | ESP                               | Team Katusha                      | + 4 min 58 s                      |
| 9e                                | Luis León Sánchez                 | ESP                               | Caisse d'Épargne                  | + 5 min 56 s                      |
| 10e                               | Ivan Basso                        | ITA                               | Liquigas-Doimo                    | + 6 min 52 s                      |
| modifier                          |                                   |                                   |                                   |                                   |

## Classements annexes

### Classement par points
| Classement par points | Classement par points | Classement par points | Classement par points | Classement par points |
| --------------------- | --------------------- | --------------------- | --------------------- | --------------------- |
|                       | Coureur               | Pays                  | Équipe                | Point(s)              |
| 1er                   | Alessandro Petacchi   | ITA                   | Lampre-Farnese        | 187 points            |
| 2e                    | Thor Hushovd          | NOR                   | Cervélo TestTeam      | 185 pts               |
| 3e                    | Mark Cavendish        | GBR                   | Team HTC-Columbia     | 162 pts               |
| modifier              |                       |                       |                       |                       |

### Classement du meilleur grimpeur
| Classement du meilleur grimpeur | Classement du meilleur grimpeur | Classement du meilleur grimpeur | Classement du meilleur grimpeur | Classement du meilleur grimpeur |
| ------------------------------- | ------------------------------- | ------------------------------- | ------------------------------- | ------------------------------- |
|                                 | Coureur                         | Pays                            | Équipe                          | Point(s)                        |
| 1er                             | Anthony Charteau                | FRA                             | BBox Bouygues Telecom           | 115 points                      |
| 2e                              | Jérôme Pineau                   | FRA                             | Quick Step                      | 92 pts                          |
| 3e                              | Andy Schleck                    | LUX                             | Team Saxo Bank                  | 76 pts                          |
| modifier                        |                                 |                                 |                                 |                                 |

### Classement du meilleur jeune
| Classement général du meilleur jeune | Classement général du meilleur jeune | Classement général du meilleur jeune | Classement général du meilleur jeune | Classement général du meilleur jeune |
|                                      | Coureur                              | Pays                                 | Équipe                               | Temps                                |
| ------------------------------------ | ------------------------------------ | ------------------------------------ | ------------------------------------ | ------------------------------------ |
| 1er                                  | Andy Schleck                         | LUX                                  | Team Saxo Bank                       | en 68 h 2 min 30 s                   |
| 2e                                   | Robert Gesink                        | NED                                  | Rabobank                             | + 4 min 27 s                         |
| 3e                                   | Roman Kreuziger                      | CZE                                  | Liquigas-Doimo                       | + 7 min 11 s                         |
| modifier                             |                                      |                                      |                                      |                                      |

### Classement par équipes
| Classement par équipes | Classement par équipes | Classement par équipes | Classement par équipes |
|                        | Équipe                 | Pays                   | Temps                  |
| ---------------------- | ---------------------- | ---------------------- | ---------------------- |
| 1re                    | Caisse d'Épargne       | Espagne                | en 204 h 16 min 0 s    |
| 2e                     | Team RadioShack        | États-Unis             | + 8 s                  |
| 3e                     | Rabobank               | Pays-Bas               | + 17 min 13 s          |
| modifier               |                        |                        |                        |

## Abandon
Aucun abandon.